# Cerfennia carinata
Cerfennia carinata är en insektsart som först beskrevs av Melichar 1902.  Cerfennia carinata ingår i släktet Cerfennia och familjen Flatidae. Inga underarter finns listade i Catalogue of Life.